# Honoré Blanc
Honoré Blanc (Avignone, 1736 – 1801) è stato un artigiano armaiolo francese e un pioniere nell'uso delle parti intercambiabili.

## Biografia
Fu un armaiolo francese, oggi viene riconosciuto come il pioniere riguardo all'utilizzo delle parti intercambiabili.
Nato ad Avignone in Francia nel 1736, Honorè Blanc iniziò a lavorare come armaiolo. Proprio dal processo di produzione delle armi (precisamente dal sistema di Gribeauval utilizzato per la produzione di cannoni ma che Blanc estese anche per i moschetti) prese spunto per l'ideazione di un più veloce ed efficiente processo produttivo: il sistema a parti intercambiabili. Così Blanc si rivolse a Thomas Jefferson, in quel momento ambasciatore americano in Francia; Jefferson capì che un tale sistema avrebbe liberato l'America dalla dipendenza da fonti europee per attrezzature militari. Jefferson cercò di convincere Blanc a trasferirsi in America, ma senza successo. Successivamente il presidente George Washington approvò l'idea, e nel 1798 rilasciò un contratto a Eli Whitney per 12.000 moschetti, costruiti con il nuovo sistema ideato da Blanc.